# 无机化合物
无机化合物通常是指缺乏碳-氫键及碳-碳鍵的化合物，与有机化合物相对，但是这个区分没有公认的明确定义，学界对此也有不同看法。
地壳的大部分都是无机化合物。
一些含碳的化合物属于无机化合物，包括一氧化碳、二氧化碳、碳酸盐、氰化物、氰酸盐、碳化物和硫氰酸盐，其中很多都是大多数有机系统（包括生物）的一部分，所以无机化合物未必都不出现于生物中。

## 维勒尿素合成
1828年，德国化学家弗里德里希·维勒将氰酸铵转化为尿素，这被认为是现代有机化学的起点。维勒尿素合成具有重要的历史意义，因为有机化合物（尿素）首次由无机前体（氰酸铵）生产。这一发现与当时主流的活力論相矛盾，活力论认为有机物质具有所有生物所固有的特殊力量或生命力。在维勒的实验之前，有机化合物和无机化合物之间有一个鲜明的分界线。

## 现代用法
- 在无机晶体结构数据库（英语：Inorganic Crystal Structure Database）（ICSD）的定义中，“无机”碳化合物可以含有C-H键或C-C键，但不能同时包含两者。[6]
- 《无机合成》丛书没有为无机化合物下定义，大部分内容都涉及有机配体的金属配合物。[7]
- IUPAC没有提供“无机”或“无机化合物”的定义，但它对无机聚合物的定义是“......不含碳原子的骨架结构”。[8]

## 无机化合物的例子
无机化合物简称无机物，指除有机物（含碳骨架的物质）物以外的一切单质及化合物，如铁、水。
食盐、硫酸等属于无机物，一氧化碳、二氧化碳、碳酸盐、碳酸氫鹽、氰化物、簡單的碳化物等也属于无机物。绝大多数的无机物可以归入氧化物、酸、碱和盐4大类。
生物体中的无机物主要有水及一些无机离子，如Na+、K+、Ca2+、Mg2+、Cl−、SO42−、等。参见“生命元素”条。人体组织中几乎含有自然界存在的各种元素，其中除碳、氢、氧和氮主要以有机化合物形式存在外，其余的大部分为无机物（矿物质或灰分）。
所以，人体内的无机物主要是由水和无机盐组成的，其中水又可以分类为：结合水和自由水，结合水是细胞结构的重要组成成分，自由水是良好的溶剂，运输物质，参与化学反应。无机盐可分为离子和化合物，离子是维护细胞正常的生命活动所必需的，化合物是细胞内化合物的重要组成物分。
还有一些物质如四氯化碳是否是无机物，也引起了学术上的争论。